# Aeroporto de Barinas
O Aeroporto de Barinas (em castelhano:  Aeropuerto de Barinas) (IATA: BNS, ICAO: SVBI) é um aeroporto na cidade de  Barinas, no estado homônimo de Barinas, na Venezuela.

## Instalações
O aeroporto está a uma elevação de 666 pés (203 m) acima do nível do mar tendo duas pistas pavimentadas de asfalto. 

## Projeto Aeroporto Internacional de Barinas (paralisado)
O governo da Venezuela  investirá 700 milhões de dólares para a execução do projeto. A nova estrutura aeroportuária terá 3,2 km de longitude de aterrissagem e 146.790 m² de área de pistas, enquanto que as plataformas de serviços de táxi terão uma extensão de 643.860 m² e 236.376 m², respectivamente; além disso estima-se um estacionamento para para 2.000 veículos (1.800 carros e 200 ônibus ou micro-ônibus). Gerará 1.500 empregos diretamente e 3.000 indiretamente. Estará localizado no município de Cruz Paredes, estado de Barinas.